# Павильон № 44 «Кролиководство» на ВДНХ
Павильон № 44 «Кролиководство» — один из павильонов ВДНХ. Объект культурного наследия РФ.

## История
Павильон «Кролиководство» расположен в северо-восточной части ВДНХ, около пруда № 4 и примерно в 2 км от главного входа (в советское время по территории ВДНХ ходил троллейбус и останавливался недалеко от павильона). Его возвели к 1954 году на замену одноимённому павильону № 41, существовавшему с 1939 года — к открытию ВСХВ 1954 года на месте прежних павильонов «Кролиководство» и «Шелководство» построили три здания для экспозиции «Коневодство» (павильоны № 40, 41 и 43).
В СССР поощрялось частное кролиководство и размер личного хозяйства (в отличие от других видов животных) никак не ограничивалось. Экспозиция павильона № 44 демонстрировала успехи кролиководческих хозяйств и ферм Советского Союза, в частности были представлены различные кроличьи породы: Бабочка, Белка, Советская шиншилла, Венский голубой, Ангорский, Белый Великан и др. При павильоне работала кролиководческая ферма с животными из лучших отраслевых колхозов Союза.
В начале сентября 2015 года рядом с павильоном открылась первая городская ферма, спроектированная авторами Крымской набережной архитектурным бюро Wowhaus.
До 1999 года павильон работал по прямому назначению, но позже был заброшен и пришел в запустение. Реставрация павильона «Кролиководство» включена в городскую программу реконструкции ВДНХ, намеченную на 2017—2018 годы.
В 2023 году здание отреставрируют и приспособят к современному использованию.

## Архитектура
Белоснежный павильон, стоящий на небольшом стилобате, обращён к посетителям высокой колоннадой из четырёх пар тонких колонн, замкнутых архитравом. Позади находится полукруглая площадка, ведущая к парадному входу. По обе стороны от центрального входа расположены ниши, в которые скульпторы Н. И. Розов и Э. С. Снигирь поместили двухцветные фигуры девушек, держащих на руках кроликов. Симметрию павильона продолжают боковые арки, сквозь которые видны зелёные насаждения, окружающие павильон. Кажущуюся строгость здания нивелирует полукруглый фриз, украшенный сюжетами из жизни кроликов, исполненными В. А. Ватагиным.
С 2015 года павильон входит в число объектов культурного наследия федерального значения.